# Aberdeen
Aberdeen je třetí největší skotské město, podle počtu obyvatel (206 850). Leží na východním pobřeží u Severního moře mezi řekami Don a Dee. Město je kulturně-průmyslovým centrem severovýchodní části Skotska. Původně královské město se honosí přívlastky jako „stříbrné“ nebo „žulové“, díky vzhledu a hlavně barvám zdejších budov. Město je také nazýváno „hlavním ropným městem Evropy“, protože je sídlem mnoha těžařských společností. Dalším příznačným znakem Aberdeenu je jeho přístav, lodní doprava a rybářství.

## Historie

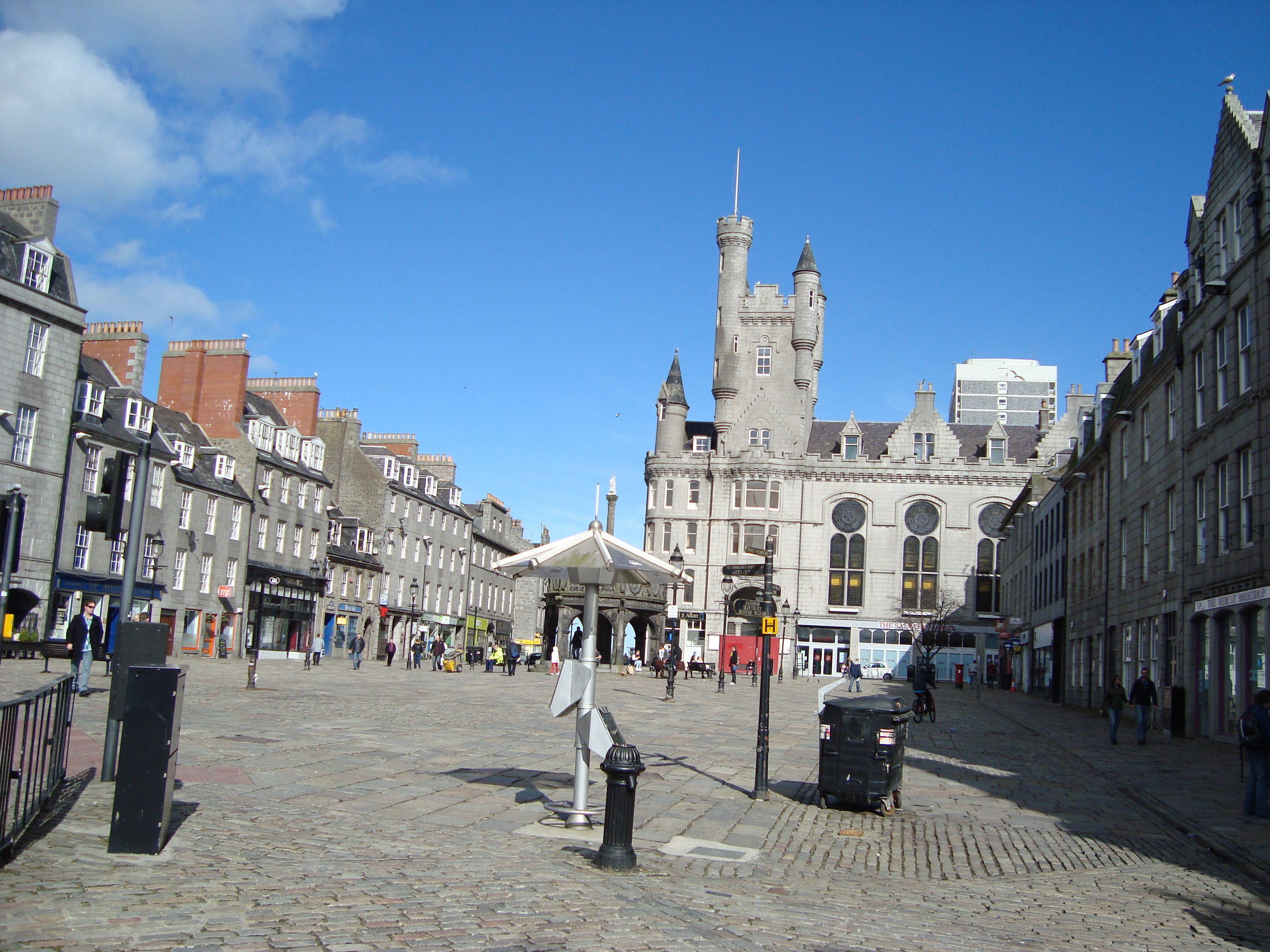
náměstí Castlegate

Aberdeen se v minulosti vytvářel ze dvou měst: ze Starého Aberdeenu a Nového Aberdeenu. Starý Aberdeen (Old Aberdeen), ležel okolo ústí řeky Don, zatímco Nový Aberdeen (New Aberdeen) u řeky Dee. Městská práva získal Aberdeen v roce 1179. Královská městská práva v roce 1319, kdy město sjednotil skotský král Robert de Bruce. V místních obyvatelích měl velkou podporu a vojáci z Aberdeenu mu pomáhali v mnoha bitvách. V roce 1497 byla u přístavu vybudována menší pevnost, na ochranu před Angličany. Během občanské války (1644–1647) v roce 1644 se odehrála bitva o Aberdeen. V roce 1647 při drancování města zemřela čtvrtina obyvatel města.
Název města pravděpodobně pochází z keltských slov abh-ir „spojení vod, soutok“ a deen (podle řek Dee a Don), není však zcela historicky doložen.

## Město a architektura
Hlavním poznávacím znamením Aberdeenu jsou stavby ze žuly. Téměř všechny historické stavby jsou postaveny z šedé žuly, Aberdeenu se tak říká Žulové město (anglicky Granite City). Centrum města leží v blízkosti pobřeží, severozápadně od ústí řeky Dee do Severního moře. Hlavní ulicí je Union Street, dlouhá přibližně 1,5 km, která na východě přechází v malé náměstí Castlegate. Většina významných staveb a památek města se nachází v okolí této ulice, výjimkou je katedrála St Machar.
- St Machar's Cathedral, leží ve Starém Aberdeenu, jižně od řeky Don. Byla založená roku 1136 na místě kostelíka zaznamenaného již roku 581, její současná podoba je z 15. až 16. století.[2]
- St Nicholas Kirk, jedná se o dva kostely, Západní byl postavený v letech 1751–1755 v palladiánském stylu, Východní byl postaven po roce 1834 v novogotickém stylu, dominantu tvoří novogotická věž.
- St. Andrew Cathedral, leží jižně od Castlegate, je mateřským kostelem americké episkopální církve, strop katedrály zdobí řada znaků a erbů patřících americkým státům a stoupencům krále Jakuba II. Skotského.
- Marischal College, stavba z let 1835–1906, je druhou největší granitovou budovou na světě. Je propojena s King's College, první městskou univerzitou z roku 1495.
- Provost Skene's House, jeden z nejstarších domů ve městě, z roku 1545, nachází se na náměstí Castlegate.
- Divadlo His Majesty's Theatre z přelomu 19. a 20. století a koncertní hala Music Hall Aberdeen z roku 1852.

### Okolí města

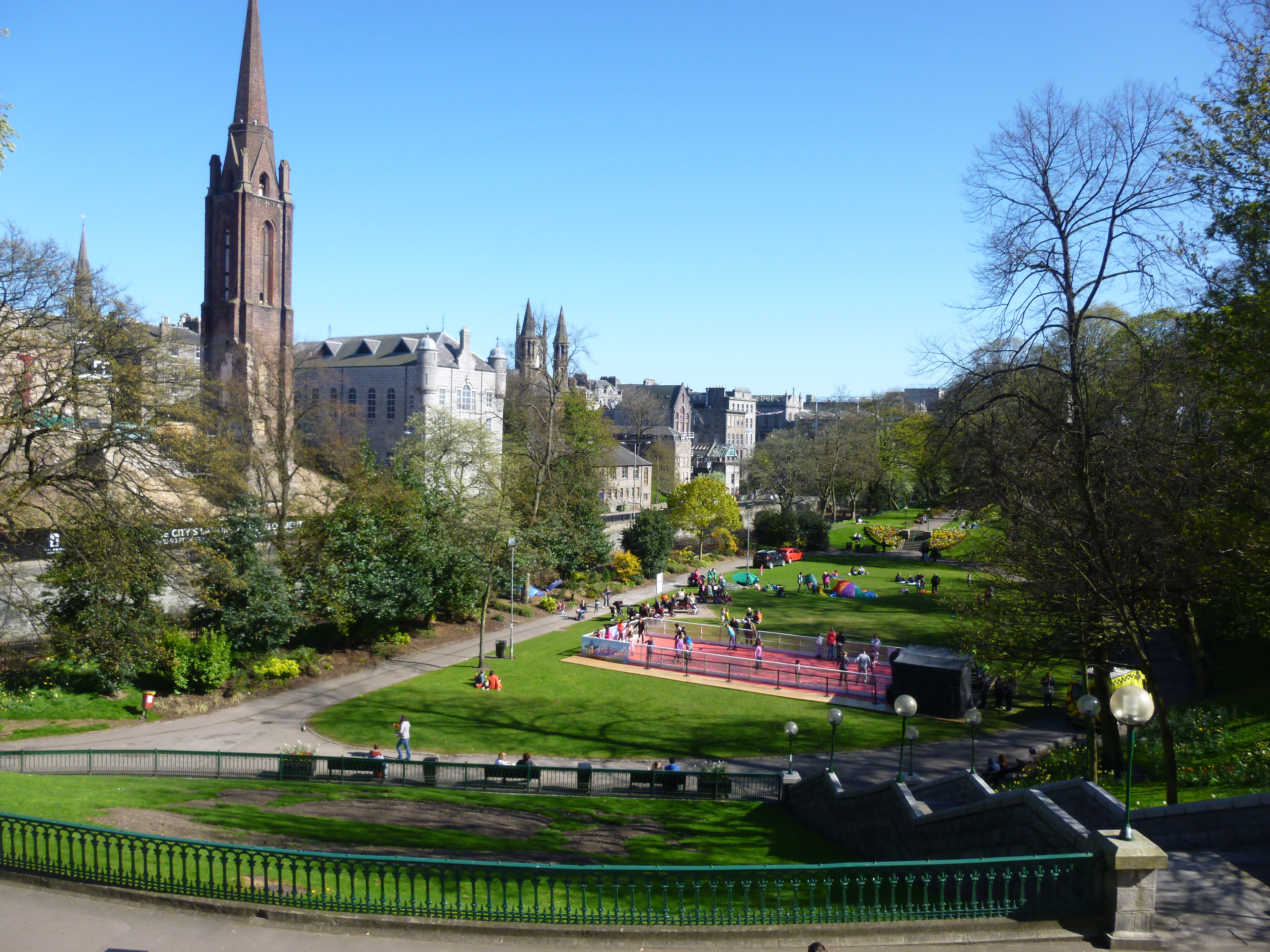
park Union Terrace Gardens

Jihozápadně od města se nachází hrady Crathes Castle a Drum Castle, pevnost ze 13. století, západně pak zámek Balmoral a pohoří Cairngorms, s druhou nejvyšší horou Velké Británie Ben Macdui, vysokou 1 309 m. Pohoří Cairngorms je součástí stejnojmenného národního parku Cairngorms.

## Obyvatelstvo
| 1396  | 1801   | 1841   | 1891    | 1901    | 2001    | 2005    | 2006    |
| ----- | ------ | ------ | ------- | ------- | ------- | ------- | ------- |
| 3 000 | 26 992 | 63 262 | 121 623 | 153 503 | 212 125 | 202 370 | 206 850 |

## Průmysl
V minulosti zde převládala těžba a obchod se žulou (odtud název Žulové město) a samozřejmě rybolov, jenž zde má dlouhou tradici. Na londýnské stavby most Waterloo a budovu parlamentu byla použita právě žula z Aberdeenu. Dále se v Aberdeenu zpracovávala bavlna, len, ovčí vlna a papír. Během velkého rozmachu lodní dopravy se v Aberdeenu, podobně jako v Glasgow, stavěly lodě.
V dnešní době město zcela ovládla ropa a služby, které mají se zpracováním ropy přímou souvislost. Stále se zpracovává žula. Rybolov je v Aberdeenu stále přítomen, ale větší význam postupně zaujímají přístavy v Peterhead a Fraserburghu, ležící několik desítek kilometrů severně od města.

## Vzdělání
První Aberdeenská univerzita (King's College) byla založena roku 1495 Williamem Elphinstonem, jenž byl v tomto městě biskupem. Tato univerzita byla třetí nejstarší ve Skotsku. Druhá (Marischal College) byla založena 1593, hrabětem Marischalem (pátým) a byla pátou nejstarší v zemi. Obě univerzity se sloučily v roce 1860 v univerzitu stávající.

## Sport
Ve městě sídlí fotbalový klub Aberdeen FC.

## Slavní rodáci
- Denis Law (* 1940), bývalý skotský fotbalový útočník[3]
- Michael Kosterlitz (* 1943), britsko-americký fyzik, vysokoškolský profesor, nositel Nobelovy ceny za fyziku za rok 2016[4]
- Annie Lennox (* 1954), skotská zpěvačka, politická a sociální aktivistka[5]
- Jimmy Murrison (* 1964), skotský kytarista, člen skupiny Nazareth[6]
- Timothy Baillie (* 1979), bývalý britský vodní slalomář a kanoista[7]
- David Florence (* 1982), bývalý britský vodní slalomář a kanoista[8]
- Rose Leslie (* 1987), skotská herečka[9]
- Ryan Fraser (* 1994), skotský fotbalový křídelník[10]

## Fotogalerie

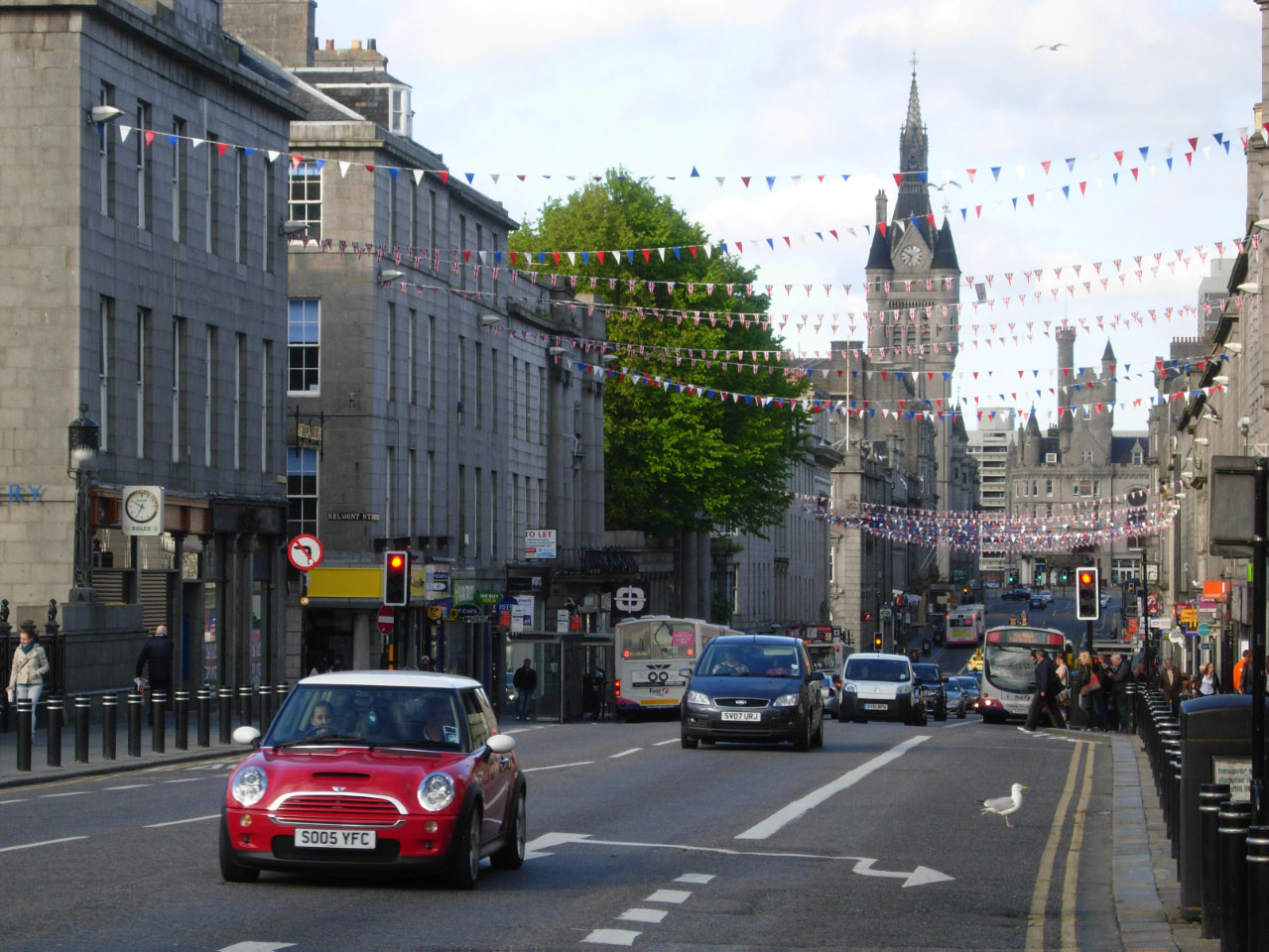
Union Street
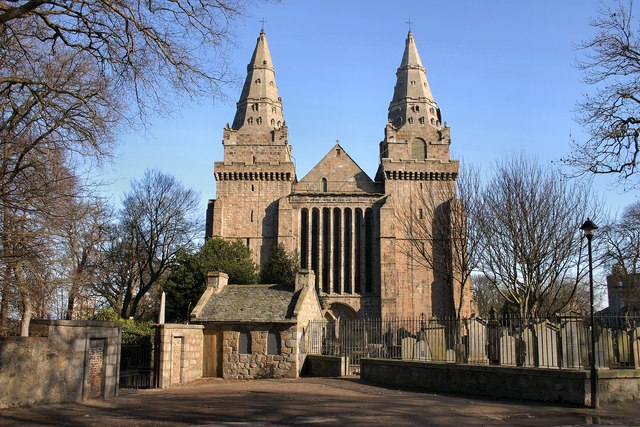
St Machar's Cathedral
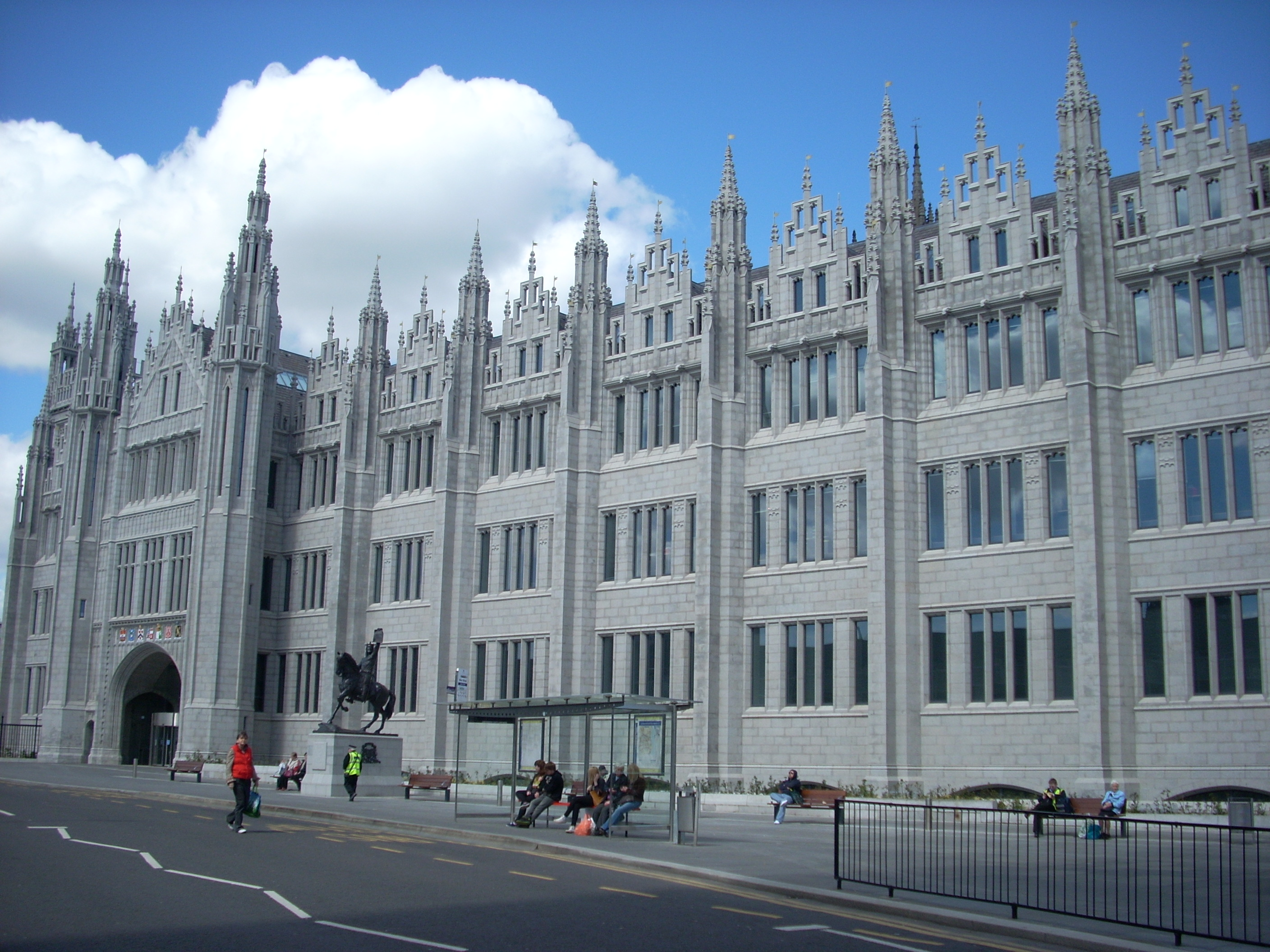
Marischal College
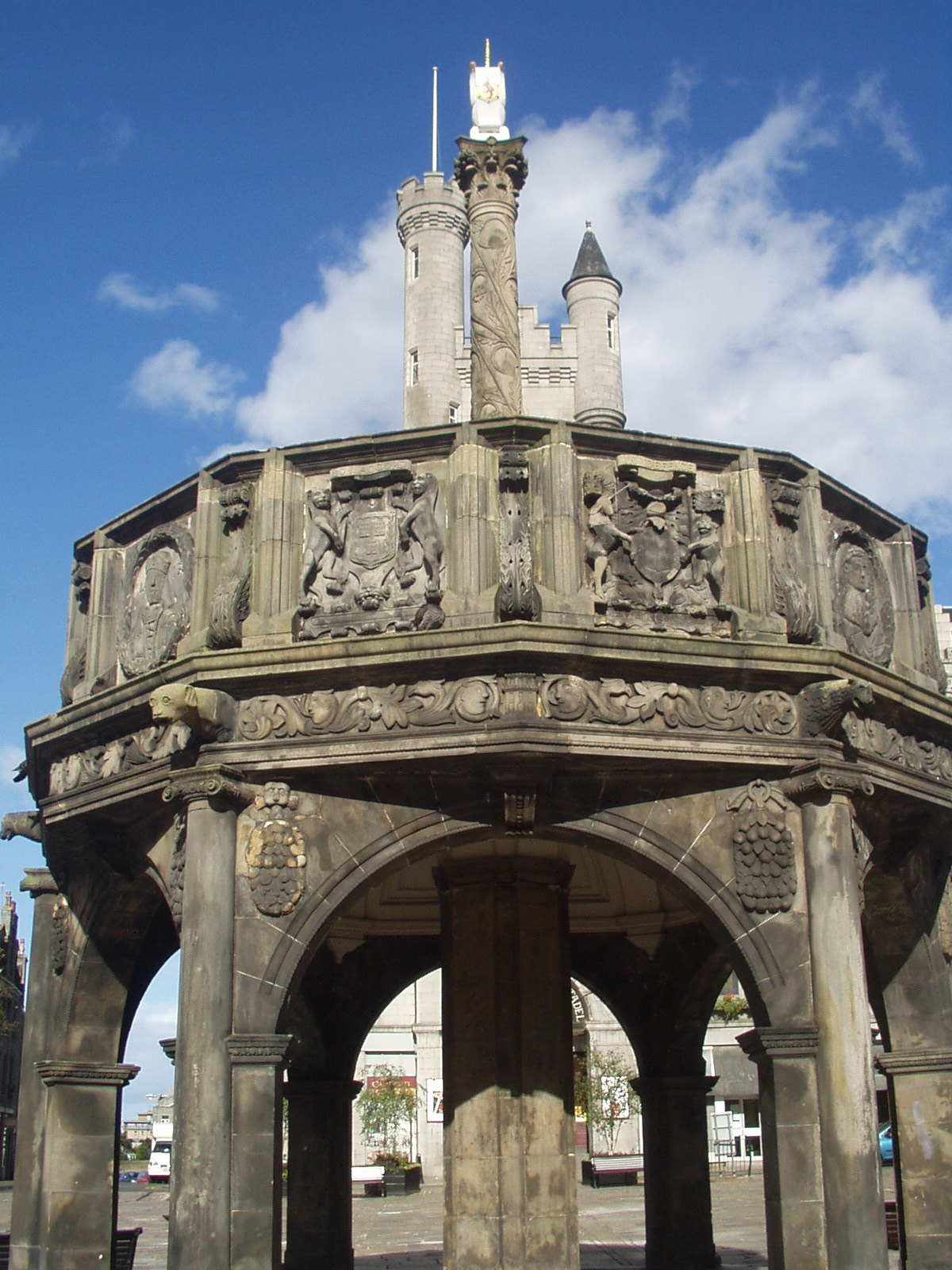
Aberdeen Mercat Cross
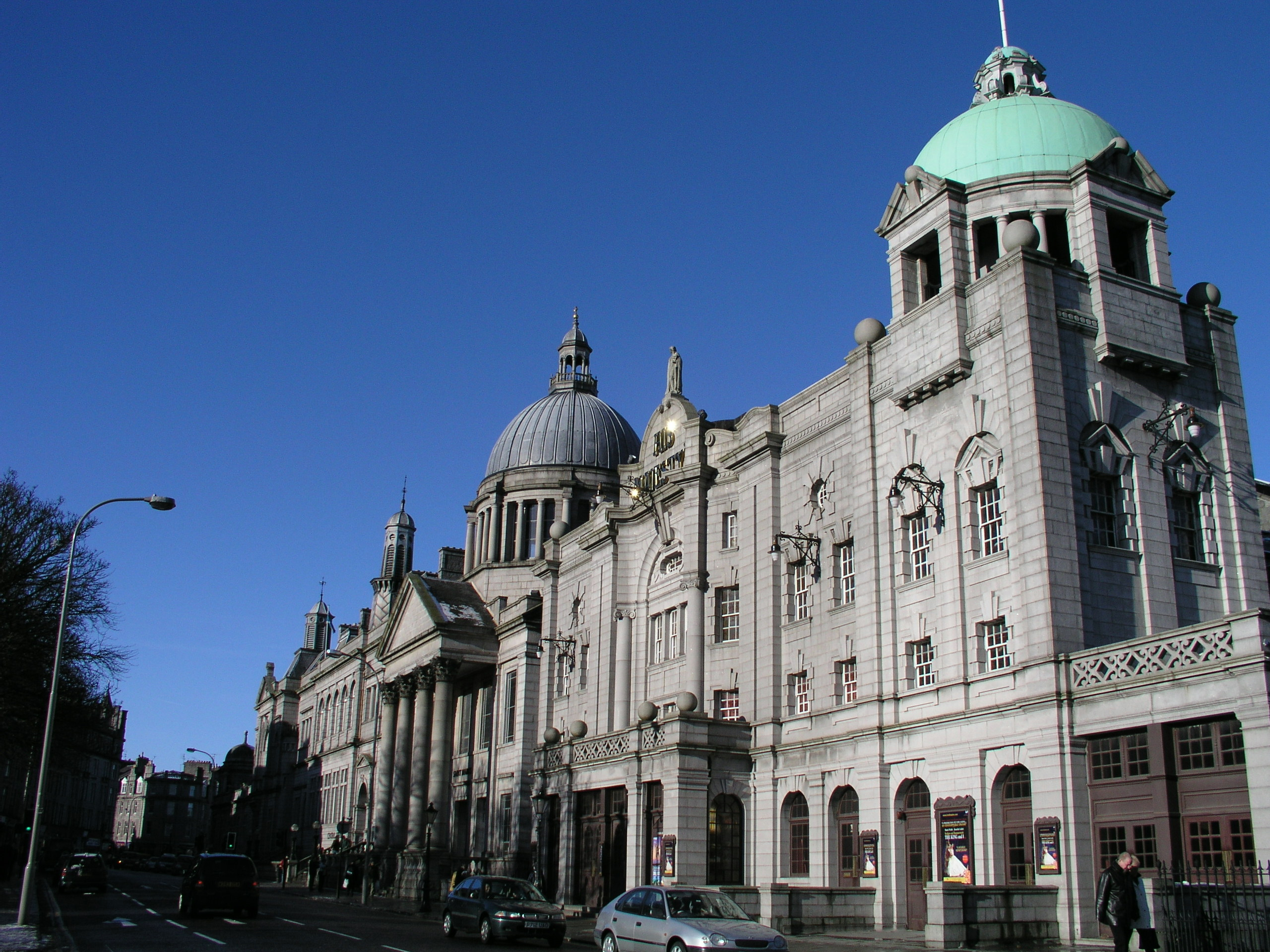
Královské divadlo
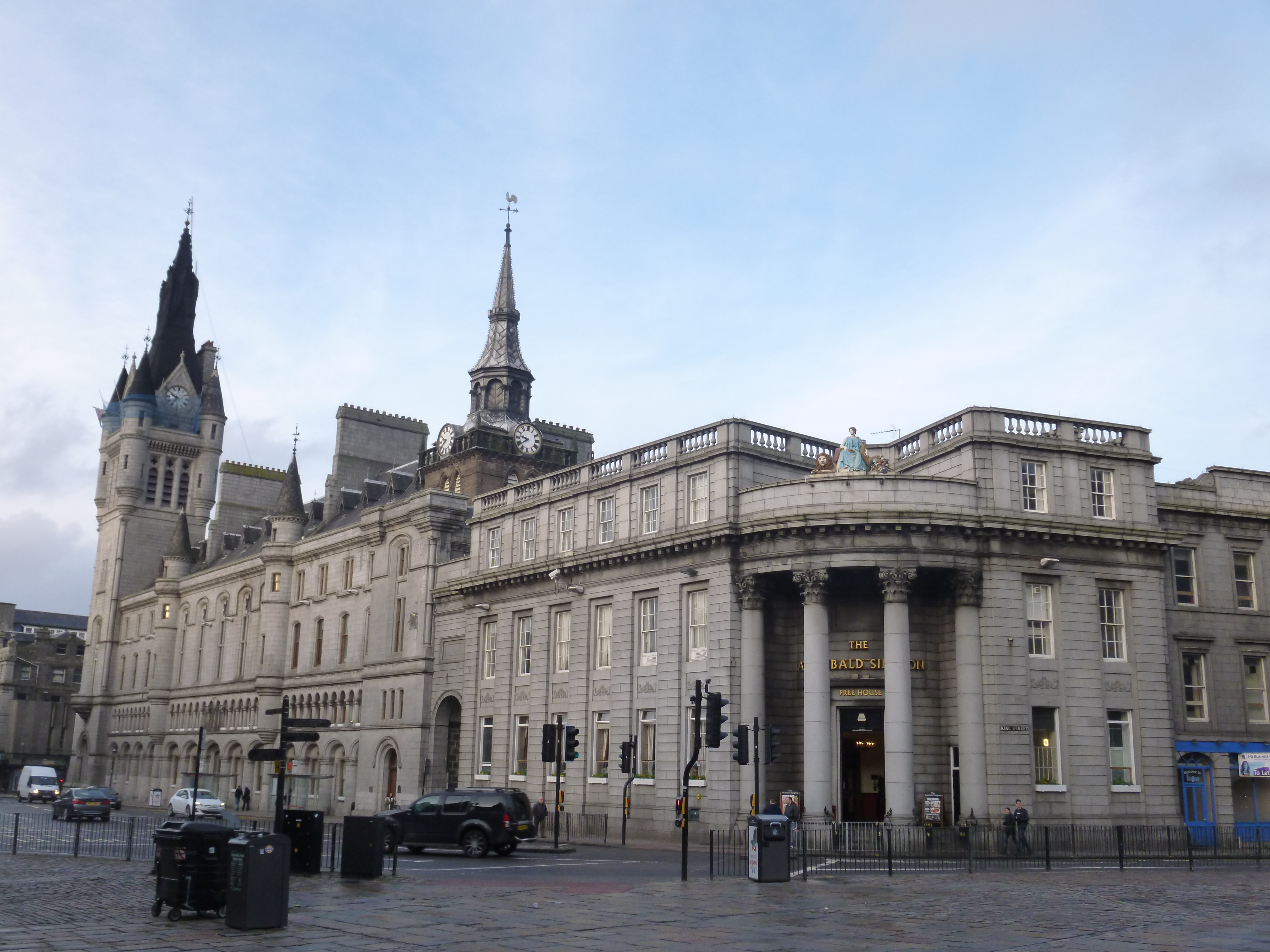
radnice a budova Scotland Bank
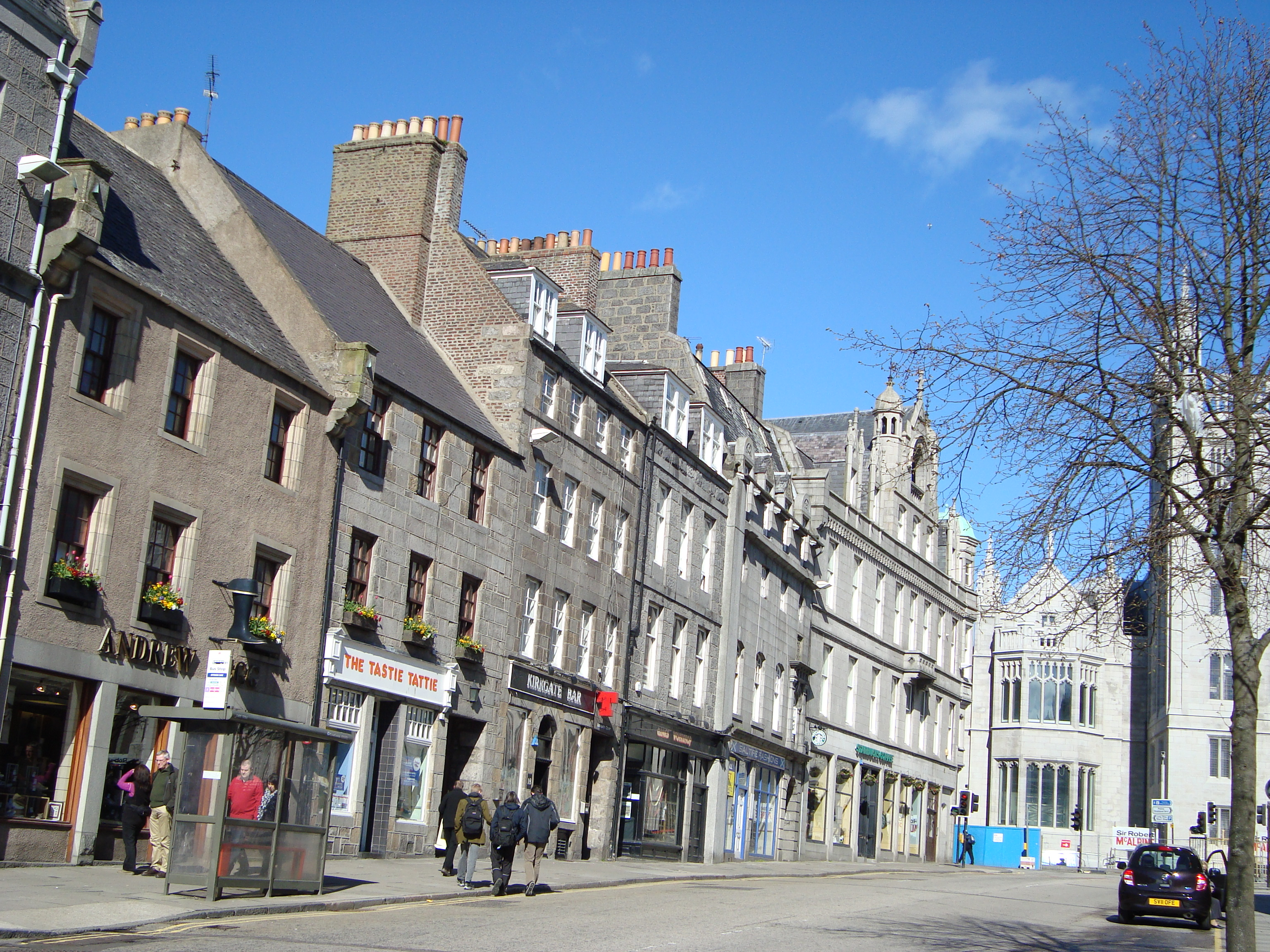
ulice v centru města

## Partnerská města

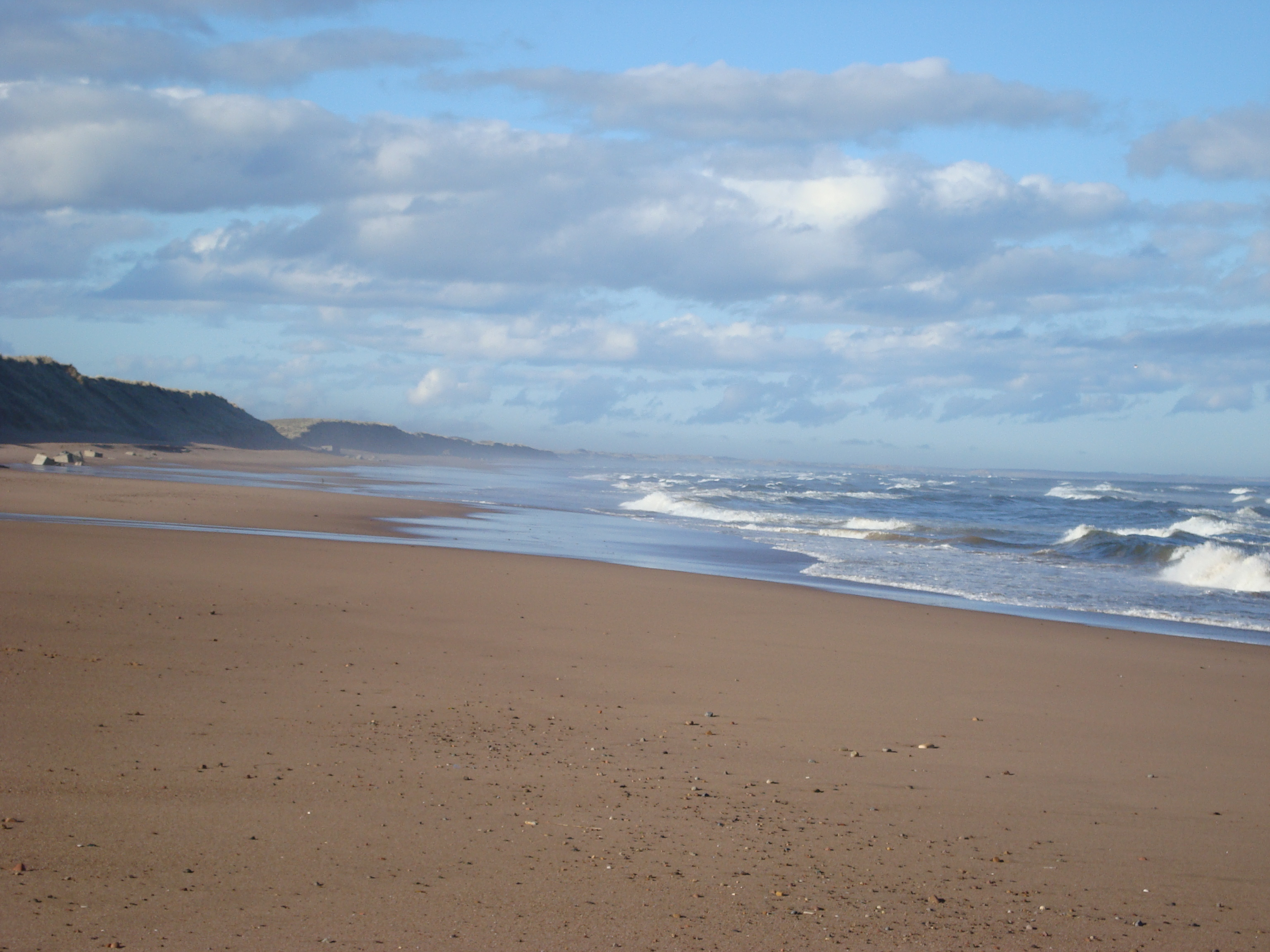
pobřeží v Aberdeenu, severně od řeky Don

- Řezno — Německo (od roku 1955)
- Clermont-Ferrand — Francie (od roku 1983)
- Stavanger — Norsko (od roku 1955)
- Homel — Bělorusko (od roku 1990)
- Bulawayo — Zimbabwe (od roku 1990)
- Houston — USA (od roku 1979)